# 新慶村 (元朗區)
新慶村（英語：San Hing Tsuen）是一條位於香港新界元朗區流浮山的鄉村。

## 行政區劃
新慶村是新界小型屋宇政策下其中一條認可鄉村，亦為屏山鄉鄉事委員會中37個鄉村代表之一。在選舉劃分上，該村被劃為屏山北選區。

## 外部連結
- 居民代表選舉新慶村（屏山）的劃定現有鄉村範圍（2019至2022年） （页面存档备份，存于）

22°27′54″N 113°59′13″E / 22.465121°N 113.986985°E